# Месимери
Месимери (грч. Μεσημέρι) је насељено место у општини Солунски Залив у периферији Средишња Македонија, Грчка. Према попису из 2021. године било је 1.533 становника.
Према бугарском географу и историчару, Василу Канчову, у Месимерију је 1900. године живело 120 Грка. До 1923. године у селу су биле смештене 92 грчке избегличке породице из Турске, укупно 378 особа. На попису из 1928.  године Месимери су имали 359 становника.